# 厦门市中医院
厦门市中医院（厦门华侨医院、北京中医药大学东直门医院厦门医院）是位於中華人民共和國福建省廈門市的一家综合性中医学三级甲等医院。成立於1956年11月13日

## 歷史
厦门市中医医院1956年11月13日在原保赤医院院址（厦禾路100号）成立。工作人员18人，设内、外、妇、幼、针灸等门诊科，病床20张。1958年2月开办附属厦门中医学校，同年8月改称厦门中医学院。1959年厦门中医学院并入福建中医学院。1960年扩建，原院址设第二门诊部，文化大革命期间被改名为厦门革命医院。1970年停办，1975年复办
2003年9月在江頭醫院院址設江頭分院。2004年加掛廈門華僑醫院，2006年遷入現址仙岳路1739號。2017年由厦门市政府与北京中医药大学合作共建，2022年10月28日揭牌成为北京中医药大学东直门医院厦门医院，2022年获批建设国家区域医疗中心